# هاسمیک گیراگوسیان
هاسمیک بارویری گیراگوسیان (ارمنی: Հասմիկ Պարույրի Կիրակոսյան؛  زادهٔ ۲۷ اکتبر ۱۹۴۲ - درگذشته ۹ مهٔ ۲۰۲۱) فعال فرهنگی اهل ارمنستان بود.

## زندگی‌نامه
وی در ۲۷ اکتبر ۱۹۴۲ در لنیناکان به دنیا آمد و از دانشگاه دولتی شیراک و دانشگاه ملی تاراس شفچنکو کی‌یف فارغ‌التحصیل گشت. همچنین برندهٔ جوایزی همچون مدال طلای وزارت فرهنگ جمهوری ارمنستان، مدال موسس خورناتسی، چهره فرهنگی شایسته جمهوری ارمنستان و شهروند افتخاری گیومری شده‌است. وی در ۹ مهٔ ۲۰۲۱ در سن ۷۸ سالگی درگذشت.